# Resokrilci
 Resokrilci  ili resičari (Thysanoptera) red su malih tankih kukaca uskih krila kojima s rubova strše dugačke dlačice.

## Izgled
Glava im je asimetrična jer im je desna gornja čeljust jako smanjena. Usne su im prilagođene za bodenje i sisanje. Ticala im čini 6-10 članaka različite duljine. Noge služe za hodanje i prihvaćanje, imaju posebno veliku prianjaljku. Krila su uska a rebra su toliko smanjena da se jedva raspoznaju. Funkcionalnost leta su postigli resastim nastavcima (po čemu su i dobili ime). Zadak je dugačak. Nisu dobri letači ali ih vjetar može prenijeti na velike udaljenosti.

## Ličinke
Ženka srpolikom leglicom ulaže jaja u biljno tkivo, a ako nema leglicu, odlaže jaja na zaštićena mjesta na biljci. Ličinka nakon nekoliko presvlačenja počinje nalikovati odraslomu kukcu, jedino nema krila. Iz nje nastane pokretljiva kukuljica. Dio resokrilaca, legličari, ima samo jedno stanje nimfe, a bezlegličari imaju dva stanja.

## Prehrana
Hrane se biljnim sokovima, truskama gljiva, a neke su vrste grabežljive.
Usni ustroj im je hipognatan (usmjeren prema dolje), sastoji se od bodeža kojim probadaju mekano biljno tkivo, te se hrane tekućim sadržajem stanica i mekanih biljnih tkiva.

## Vrste
Poznato je oko 5500 vrsta, 400 u Europi.

Podred legličara (Terebrantia) čine resokrilci kojima ženke imaju leglicu: žitni resokrilac (Limnothrips cerealium), duhanski resokrilac (Thrips tabaci), cvjetni resokrilac (Thrips phisapus).

Podred bezlegličara (Tubulifera) čine resokrilci kojima ženke nemaju leglicu: rižin resokrilac (Phloethrips oryzae), topolinim resiokrilac (Lispothrips crassipes).